# Beitar Drohobycz
Beitar Drohobycz (hebr. ‏בית"ר דרוהוביץ'‎) – żydowski klub piłkarski z siedzibą w kresowej miejscowości - Drohobyczu, działający w latach 1923–1939.

## Historia
Chronologia nazw:
- 1923: ŻTGS Beitar Drohobycz (hebr. בית"ר דרוהוביץ')
- 1939: klub rozwiązano

ŻTGS [Żydowskie Towarzystwo Gimnastyczno-Sportowe] „Beitar” powstało w Drohobyczu w 1923 roku i po dołączeniu do PZPN startował w rozgrywkach klasy C Lwowskiego Okręgowego Związku Piłki Nożnej (LOZPN). Jak wynika z danych książki "Rocznik Polskiego Związku Piłki Nożnej", wydanej z okazji 5-lecia organizacji, pod patronatem  z dnia 20 lutego 1925 roku działały trzy drohobyckie kluby, m.in. ŻTGS. Według niepotwierdzonych informacji ŻTGS mógł pojawić się już w latach 1909-1910.
ŻTGS „Beitar” wziął udział w rozgrywkach pierwszego Pucharu II Rzeczypospolitej. Zespół dotarł do finału na poprzednim etapie, który nazywał się Pucharem LOZPN.
Klub był uczestnikiem mistrzostw LOZPN w latach 1923-1939, awansując z klasy C do klasy A. W 1935 zespół zwyciężył w klasie B.
Po agresji ZSRR na Polskę klub w 1939 roku został rozwiązany.

## Sukcesy
- mistrz klasy B LOZPN: 1935